# バビロンまで何マイル?
『バビロンまで何マイル?』（バビロンまでなんマイル）は、『花とゆめ』に連載された川原泉の漫画。単行本では1巻のみの発売（1991年）で未完状態であるが、文庫版（1997年）で完結まで刊行されている。
「バビロンまで何マイル」という語句はイギリスの古い童歌 (Nursery rhyme)『How Many Miles to Babylon?』から取られている。

## ストーリー
幼なじみの月森仁希と真船友理は、幼い頃に助けた変なおじいさんから、お礼として指輪をもらう。それは、あらゆる動物や植物の話を理解することができる「ソロモンの指輪」の改訂版であり、いつの時代、どこの国の言葉でも理解できるようになるという魔法の指輪だった。さらに指輪にはタイムスリップができると言う機能がついていたが、それは完全にアトランダムであり、いつどこで発動するか、どの時代に飛ばされるか、いつ戻って来られるかは、本人にもわからないというとんでもない代物だった。
それにより二人は最初は恐竜時代、次はイタリアのルネサンス時代へ飛ばされ、そこで起こる事件の目撃者となる。
後半はチェーザレ・ボルジアの生き様を描く歴史漫画になる。内容はほぼ塩野七生の『チェーザレ・ボルジア あるいは優雅なる冷酷』をなぞる形になっている。

## 登場人物
月森仁希（つきもり にき）
主人公。高校3年生の女の子。小さい頃こそ友理とウルトラマンごっこをして遊んでいたが、父の過労による急死とそれに伴う会社の冷遇により、徹底した現実主義者となる。高校では入学以来ずっと図書委員をしており、今では委員長。一度でも図書館を利用したことのある人ならば必ず覚えているという。母は化粧品のセールスマン。
真船友理（まふね ゆうり）
主人公。仁希の幼馴染の男の子。父親は日本人だが、母方の先祖は国際結婚を繰り返してきた家系で、もはや何人だかわからない状態になっている。同級生に言わせると「地球を一周半している」「（先祖の）婚暦だけで世界史の年表ができる」一族。仁希とウルトラマンごっこをしていた時はウルトラマン役を演じていた（仁希はバルタン星人役）。高校では生徒会長を務め、フェンシングは高校総体で優勝するほどの腕前。
ルクレツィア・ボルジア
仁希と友理がルネサンス時代のイタリアにタイムスリップした際、たまたまその場（教会）にいた女性。教会で祈りを捧げていた時に、いきなり2人が中空から現れたため、彼らを天使と勘違いした。
チェーザレ・ボルジアの妹であり、兄の野望のための手駒としていいように扱われていた。兄の仕打ちに嫌気が差して逃げ出したが、仁希と友理の2人に出会ってすぐ連れ戻されることになる。運命に翻弄された哀しい女性。
チェーザレ・ボルジア
実在の人物。教皇アレッサンドロ6世の息子。ボルジア家の実権を握り、イタリア統一のための策謀を巡らしている。
逃亡したルクレツィアを連れ戻すついでに、一緒にいた仁希と友理も連れてきた。彼らを客人として遇するうちに仁希の語学力（指輪の力だが）や、友理の剣術に目をつけ、書記官や兵士としてスカウトする。
物語後半からの実質的な主役であり、仁希や友理は彼の人生の見届け人のような役となる。
グノーシス
ファンタジーで語られる土の精霊ノーム。2人が小さい頃遊んでいた裏の森の池で溺れていた。それに気付いた2人によって助けられ、2人に「近いうちにお礼を持ってくる」と言って消える。
そして、12年経ってから再び彼らの前に姿を現し、助けてくれたお礼としてソロモンの指輪を渡した。
遅れた理由はちょっと世間話をしていたためらしい。時間の経過が2人とは違うらしく、「ちょっと」のつもりが12年も遅れてしまった。